# Ante Čović (labdarúgó, 1975)
Ante Čović (Berlin, 1975. augusztus 31. –) német születésű horvát korosztályos válogatott labdarúgó, edző.

## Pályafutása

### Játékosként
A Hajduk Split csapatában nevelkedett, majd innen került 1994-ben a német VfB Stuttgart csapatához. Szeptember 18-án két góllal mutatkozott be a Bundesligában az Eintracht Frankfurt ellen. A következő szezont már a Nürnberg játékosaként kezdte meg, egy szezont töltött a klubnál. 1996 és 2000 között a Hertha BSC csapatának volt a játékosa. A 2000–01-es idényben a VfL Bochum színeiben 5 bajnoki mérkőzésen lépett pályára. Az ezt követő szezonban a Saarbrücken csapatában szerepelt. 2003 és 2010 között visszatért Berlinbe és a Hertha BSC második csapatának volt az alapembere. Többszörös horvát korosztályos válogatott.

### Edzőként
2013-ban a Hertha BSC korosztályos csapatainál volt edző, majd még ebben az évben a második csapat irányítását kapta meg. November 24-én mutatkozott be az SV Babelsberg 03 ellen. 2019 májusában bejelentették, hogy a 2019–2020-as szezontól az első csapat edzője lesz. 2019 novemberében menesztették a csapat éléről, miután a berliniek a Bundesliga első 12 fordulójában mindössze három győzelmet szereztek és csak jobb gólkülönbségük miatt nem álltak kieső helyen.

## Sikerei, díjai
- Hertha BSC II
  - Oberliga Nordost Nord: 2006–07